# Adam Brousseau
Adam Brousseau est un musicien et auteur-compositeur-interprète, né le 30 juin 2000, originaire de La Sarre en Abitibi-Témiscamingue, QC, CAN,.

## Biographie
Brousseau a débuté son expérience dans le monde de la musique en attrapant une guitare classique alors qu’il avait 8 ans pour ensuite se lancer à la découverte de la guitare électrique, quelque sept années et des poussières plus tard.
Alors qu’il étudie au Cégep de Drummondville en musique,, il sort son premier album « Paradox » le 30 Juin 2018 et le présente en spectacle à la Salle Desjardins de La Sarre.
Il sortira plus tard 2 albums en plus, Le Mal du pays (2020) et Paysage inconnu (2021), un album collaboratif créé avec Dominic Michel B. ainsi que quelques singles incluant « Argile » (2020) et « Salive » (2023).
Il participe également à plusieurs concours et évènements dont Le Festival de la relève indépendante musicale en Abitibi-Témiscamingue (FRIMAT) le 20 juillet 2018 et aux Jeudis sous les étoiles le 2 août de la même année.

## Projets marquants

### Paradox(Premier album)
Son premier album Paradox, sorti le 30 juin 2018 a été composé, performé et enregistré principalement dans son appartement à Drummondville. Comprenant six chansons, Brousseau voit son œuvre comme « une collection de chansons venant de son adolescence ». Cet album Rock psychédélique débutera son aventure dans la sphère de la musique québécoise.

### Paysage inconnu
Paysage inconnu est un album collaboratif composé, réalisé, mixé et enregistré par Adam Brousseau et Dominic Michel B. Cet ouvrage comprend deux pièces de musique long format d’environ 20 minutes dans lesquelles les artistes nous emmènent dans une dimension bien à eux où l’atmosphère et l’expérience sont à l’avant plan. Plusieurs styles et formes de musiques et de sonorités y sont présents. Cette œuvre est sortie en duo avec un documentaire qui porte sur les coulisses derrière la production de celle-ci.
Les deux jeunes musiciens partagent : « Pour nous, cet album est un tremplin potentiel vers le début de nos carrières respectives ».

## Influences et genres
Brousseau a eu plusieurs influences qui sont venues colorier son style de compositeur et genre musical. Il tire des influences de groupes populaires tels que Pink Floyd et trouve également un intérêt pour divers artistes québécois dont Philippe Brach et Galaxie.
Le compositeur Abitibien définit sa musique comme « un amalgame de rock progressif, de hard rock et de musique psychédélique »,. Il la décrira étant fondamentalement Rock avec intégration d’un assortiment de styles et cultures divers et diverses. Il écrit avoir une passion pour « les sonorités sombres et cérébrales ».